# Grand Prix-seizoen 1936
Het Grand Prix-seizoen 1936 was het vierde Grand Prix-jaar waarin het Europees kampioenschap werd verreden. Het seizoen begon op 9 februari en eindigde op 18 oktober na vier Grands Prix voor het Europese kampioenschap en 26 andere races. Rudolf Caracciola werd kampioen met drie overwinningen.
Op 31 mei werd op het Circuit de Chimay de Grand Prix des Frontières verreden. Deze werd gewonnen door de Nederlander Eddie Hertzberger, die hiermee de eerste Nederlandse Grand Prix-winnaar is.

## Kalender

### Europees kampioenschap
| Ronde | Datum        | Grand Prix  | Circuit     | Winnaar           | Constructeur  | Verslag |
| ----- | ------------ | ----------- | ----------- | ----------------- | ------------- | ------- |
| 1     | 13 april     | Monaco      | Monaco      | Rudolf Caracciola | Mercedes-Benz | verslag |
| 2     | 26 juli      | Duitsland   | Nürburgring | Bernd Rosemeyer   | Auto-Union    | verslag |
| 3     | 23 augustus  | Zwitserland | Bremgarten  | Bernd Rosemeyer   | Auto-Union    | verslag |
| 4     | 13 september | Italië      | Monza       | Bernd Rosemeyer   | Auto-Union    | verslag |

### Niet-kampioenschapsraces
| Datum        | Land             | Racenaam                      | Circuit           | Winnaar                               | Constructeur  | Verslag |
| ------------ | ---------------- | ----------------------------- | ----------------- | ------------------------------------- | ------------- | ------- |
| 9 februari   | Zweden           | Långforssjöloppet             | Långforssjön      | Per Victor Widengren                  | Alfa Romeo    | verslag |
| 17 februari  | Zweden           | Hörkenloppet                  | Hörken            | Eugen Bjørnstad                       | Alfa Romeo    | verslag |
| 23 februari  | Zweden           | Winter Grand Prix van Zweden  | Rämen             | Eugen Bjørnstad                       | Alfa Romeo    | verslag |
| 1 maart      | Frankrijk        | Grand Prix van Pau            | Pau               | Philippe Étancelin                    | Maserati      | verslag |
| 8 maart      | Noorwegen        | Grand Prix van Noorwegen      | Gjersjøen         | Eugen Bjørnstad                       | Alfa Romeo    | verslag |
| 10 mei       | Italië           | Grand Prix van Tripoli        | Mellaha           | Achille Varzi                         | Auto-Union    | verslag |
| 10 mei       | Finland          | Grand Prix van Finland        | Eläintarharata    | Eugen Bjørnstad                       | Alfa Romeo    | verslag |
| 17 mei       | Tunesië          | Grand Prix van Tunis          | Carthago          | Rudolf Caracciola                     | Mercedes-Benz | verslag |
| 31 mei       | België           | Grand Prix des Frontières     | Chimay            | Eddie Hertzberger                     | MG            | verslag |
| 7 juni       | Spanje           | Grand Prix van Penya Rhin     | Montjuïc Park     | Tazio Nuvolari                        | Alfa Romeo    | verslag |
| 7 juni       | Brazilië         | Grand Prix van Rio de Janeiro | Gávea             | Vittorio Coppoli                      | Bugatti       | verslag |
| 14 juni      | Duitsland        | Eifelrennen                   | Nürburgring       | Bernd Rosemeyer                       | Auto-Union    | verslag |
| 21 juni      | Hongarije        | Grand Prix van Hongarije      | Népliget          | Tazio Nuvolari                        | Alfa Romeo    | verslag |
| 28 juni      | Italië           | Grand Prix van Milaan         | Milaan            | Tazio Nuvolari                        | Alfa Romeo    | verslag |
| 12 juli      | Brazilië         | Grand Prix van São Paulo      | São Paulo         | Carlo Maria Pintacuda                 | Alfa Romeo    | verslag |
| 19 juli      | Frankrijk        | Grand Prix van Deauville      | Deauville         | Jean-Pierre Wimille                   | Bugatti       | verslag |
| 26 juli      | Portugal         | Vila Real Circuit             | Vila Real         | Vasco do Sameiro                      | Alfa Romeo    | verslag |
| 2 augustus   | Italië           | Coppa Ciano                   | Montenero         | Carlo Maria Pintacuda, Tazio Nuvolari | Alfa Romeo    | verslag |
| 15 augustus  | Italië           | Coppa Acerbo                  | Pescara           | Bernd Rosemeyer                       | Auto-Union    | verslag |
| 29 augustus  | Groot-Brittannië | Junior Car Club 200 mijlsrace | Donington Park    | Richard Seaman                        | Delage        | verslag |
| 6 september  | Italië           | Coppa Edda Ciano              | Lucca             | Mario Tadini                          | Alfa Romeo    | verslag |
| 21 september | Italië           | Grand Prix van Modena         | Modena            | Tazio Nuvolari                        | Alfa Romeo    | verslag |
| 3 oktober    | Groot-Brittannië | Grand Prix van Donington      | Donington Park    | Hans Ruesch, Richard Seaman           | Alfa Romeo    | verslag |
| 12 oktober   | Verenigde Staten | Vanderbilt Cup                | Roosevelt Raceway | Tazio Nuvolari                        | Alfa Romeo    | verslag |
| 17 oktober   | Groot-Brittannië | Mountain Championship         | Brooklands        | Raymond Mays                          | ERA           | verslag |
| 18 oktober   | Argentinië       | Grand Prix van Buenos Aires   | Costanero         | Carlos Arzani                         | Alfa Romeo    | verslag |

1894 · 1895 · 1896 · 1897 · 1898 · 1899 · 1900 · 1901 · 1902 · 1903 · 1904 · 1905 · 1906 · 1907 · 1908 · 1909 · 1910 · 1911 · 1912 · 1913 · 1914 · 1915 · 1916 · Eerste Wereldoorlog · 1919 · 1920 · 1921 · 1922 · 1923 · 1924 · 1925 · 1926 · 1927 · 1928 · 1929 · 1930 · 1931 · 1932 · 1933 · 1934 · 1935 · 1936 · 1937 · 1938 · 1939 · 1940-1945 (Tweede Wereldoorlog) · 1946 · 1947 · 1948 · 1949 
 Lijst van Grand Prix-wedstrijden voor 1950